# ホテリエ
ホテリエ（仏: hôtelier）とは、ホテルの経営者や事業家、ホテル経営の最高責任者や最高意思決定者をいう。同時に、ラグジュアリーホテルやブティックホテルなど世界各国、様々な形態のホテル（宿）を知る、感度の高い旅人たちでもある。
また、最近ではホテルを経営しないホテルを愛好する好感度な旅人もホテリエと呼称するケースもある。現代のホテリエは、訪れたホテル（宿）の情報を、SNSやインターネットメディア、書籍などで発信し、観光産業を始めとしたビジネスはもちろん、ライフスタイル業界全般においても注目される存在である。

## 日本の代表的なホテリエ
- 星野佳路
星野リゾート代表取締役社長[2]
- 岩佐十良
株式会社自遊人代表取締役社長、クリエイティブディレクター[3]
- 野尻佳孝
株式会社テイクアンドギヴ・ニーズ代表取締役会長、株式会社TRUNK代表取締役社長[4]
- 松山知樹
株式会社温故知新代表取締役[5]。
- 中弥生
株式会社アライブ・ホスピタリティ・デザイン創業者＆代表取締役[6]。株式会社LOCAL RESORTS(ローカルリゾート)代表取締役[7]。SHONAI HOTEL SUIDEN TERRASSE〈スイデンテラス〉総支配人[8]。

## 世界の代表的なホテリエ
- André Balazs
President and CEO of André Balazs Properties[9]
- Sean MacPherson
Owner the Bowery Hotel, the Jane and the Maritime Hotel[10]
- Alex Calderwood
エースホテルの創業者[11]